# 侯美玲
侯美玲（1989年1月27日—），土耳其名馬利克（Melek），籍贯辽宁沈阳，土耳其籍乒乓球運動員。
由辽宁女子乒乓球队培养，在2007年起，她開始為土耳其參加比賽。2015年4月公布的国际乒联世界排名第28位。同时为辽宁钢都本溪女乒队员。